# André Paquinet
André Paquinet (* 1. Oktober 1926 in Arcueil, Val-de-Marne; † 5. Juli 2014 in Saâcy-sur-Marne, Seine-et-Marne) war ein französischer Jazzposaunist.

## Leben und Wirken
Paquinet stammte aus einer Familie von Posaunisten; sein Vater Guy Paquinet (1903–1981) und sein Bruder Michel (1931–1970) spielten das Instrument. André hatte zunächst Klavierunterricht bei seiner Mutter und Schwester, dann Unterricht in Harmonielehre bei Julien Falk, Paule Lantier und Gabriel Pierné. 1939 hatte er an der Seite seines Vaters erste Auftritte im Badeort Le Touquet-Paris-Plage im Orchester Bruno Coquatrix. Mit 13 Jahren spielte André mit seinem Vater für Radioaufnahmen im Orchester Raymond Legrand und nahm bereits 1940 mit Alix Combelle und Django Reinhardt auf (Tears/At the Jimmy's Bar, erschienen auf Swing). Mitte der 1940er-Jahre war er Mitglied der Orchester Tony Proteau und Louie Williams, mit denen auch Aufnahmen entstanden. Er wirkte Anfang der 1950er-Jahre bei Radioaufnahmen von Charlie Parker mit dem Orchester von Maurice Mouflard, von Django Reinhardt und Sidney Bechet/Claude Luter mit. In den 1950er- und 60er-Jahren spielte er in den Bands von Dizzy Gillespie, Jack Diéval, Alix Combelle, Christian Chevallier, André Persiany, Géo Daly, Claude Bolling, Lucky Thompson/Gérard Pochonet, Martial Solal, Eddie Barclay, André Hodeir und Jacques Hélian. In den 1960er-Jahren arbeitete er außerdem mit Ivan Jullien, Tony Scott/DRS Big Band, Quincy Jones, Jean-Claude Naude und Michel Legrand. Außerdem hatte er von 1957 bis 1970 ein Duo mit dem Posaunisten Benny Vasseur und spielte in den 1970er-Jahren in Paul Kuhns SFB Big Band, bis er 1984 in seine Heimat zurückkehrte.
Dort arbeitete Paquinet in den folgenden Jahren erneut als Solist bei Claude Bolling, außerdem bei Paul Mauriat, Emile Vilain und dem Doctor Jazz Orchestra (mit René Caron), 2006 noch im Grand Orchestre de l’Olympia (mit Raymond Fonsèque und Roger Guérin). Paquinet starb Anfang Juli 2014 im Alter von 87 Jahren. Zwischen 1946 und 1999 war er im Bereich des Jazz an 80 Aufnahmesessions beteiligt, außerhalb des Jazz auch an Einspielungen mit Costa Cordalis (Ich geh’ durch deine Straße, 1976), Juliette Gréco und Annie Cordy.